# Алиев, Ислам Гаджи оглы
Ислам Гаджи оглы Алиев (азерб. İslam Hacı oğlu Əliyev; 1 июня 1947, Амбаровка, Марнеульский муниципалитет — 23 декабря 2019, Тбилиси) — главный редактор газеты «Гюрджюстан» (2015—2019), член президиума Союза журналистов Грузии, заслуженный журналист Грузии.

## Биография
Родился 1 июня 1947 года в селе Амбаровка Марнеульского района Грузинской ССР. В 1970 году окончил с отличием факультет азербайджанского языка и литературы Тбилисского государственного педагогического института имени А. С. Пушкина.
После окончания средней школы работал корректором, затем редактором[уточнить], младшим литературным работником, заведующим отделом литературы и массовых коммуникаций, затем работал заведующим отделом пропаганды и пропаганды, отдела партийной жизни и ответственным секретарем республиканской газеты «Советская Грузия». 
В 1990 году был назначен заместителем редактора газеты «Советская Грузия». Одновременно с этим, с 2004 по 2014 год также работал грузинским корреспондентом АЗЕРТАДЖ. 
С 2015 по 23 декабря 2019 года являлся главным редактором газеты «Гюрджюстан». 
Был редактором нескольких книг, изданных в Грузии, занимался художественным и публицистическим творчеством, публиковал свои рассказы и публицистические произведения в прессе Грузии и Азербайджана.
Умер 23 декабря 2019 года в Тбилиси после продолжительной болезни. В аппарате государственного министра по вопросам примирения и гражданского равенства Грузии выразили соболезнования в связи со смертью азербайджанского журналиста:

Ислам Алиев, член президиума Союза журналистов Грузии, на протяжении всей своей жизни внес большой вклад в развитие журналистики в Грузии, служил укреплению дружбы между грузинским и азербайджанским народами. Выражаем соболезнования родственникам, друзьям и коллегам Ислама Алиева в связи с его смертью.

## Награды
В 2015 году за многолетнюю успешную работу в грузинской журналистике ему было присвоено звание «Заслуженный журналист Грузии».